# Þeistareykir
Þeistareykir è un sistema vulcanico situato nella regione del Norðurland eystra, nella parte nord-orientale dell'Islanda. Deriva il suo nome da una vicina fattoria, oggi abbandonata.
Il vulcano centrale del sistema è il Þeistareykjabunga, che è un vulcano a scudo.

## Descrizione
Il Þeistareykir è situato nella regione degli Altopiani d'Islanda, sulla penisola di Tjörnes, ad est di Húsavík e a sud dell'Öxarfjörður. Il sistema vulcanico è lungo circa 30 km e si estende da SSW a NNO fino al fiordo.
Il sistema vulcanico è ancora considerato attivo, soprattutto perché vicino al vulcano centrale è presente un'area ad alta temperatura. Non è chiaro a quando risalga l'ultima eruzione, in quanto dipende dal fatto di includere l'arcipelago Mánáreyjar nel sistema.

## Mánáreyjar
Il gruppo di isole Mánáreyjar, posto di fronte al fiordo Öxarfjörður, viene da alcuni studiosi (Þor Þorðarson, Ármann Höskuldsson) considerato come appartenente al sistema vulcanico Þeistareykir, mentre altri lo considerano un sistema separato.
Le isole Háey (Isola alta) e Lágey (Isola bassa) si trovano circa 9 km a nord della fattoria Máná, che è la fattoria più settentrionale del comune di Suður-Þingeyjarsýsla. Le due isole sono di proprietà della fattoria, che utilizza Lágey per il pascolo durante l'estate.
Nella fattoria è posizionata una stazione meteorologica e una stazione giapponese per l'osservazione delle aurore boreali. 
Nel 1867, un'eruzione vulcanica sul fondale marino creò una terza isola, che fu presto completamente erosa dal mare. Dell'arcipelago del Mánáreyjar fanno parte anche altre isole.